# Pachodynerus erynnis
Pachodynerus erynnis (лат.) — вид одиночных ос из семейства Vespidae. Эндемик США. Небольшие чёрные осы (длиной около 1 см) с красноватыми отметинами на теле. Хищники, охотятся на гусениц бабочек (в том числе на гусениц некоторых видов-вредителей), которых запасают в гнёздах для питания своих личинок. Взрослые особи питаются нектаром и пыльцой, посещая цветковые растения. Гнёзда строят в мёртвой древесине и галлах.

## Распространение
Большинство из полусотни описанных видов Pachodynerus обитают в тропических регионах Нового Света. Только четыре вида встречаются на юге США, один из которых, Pachodynerus nasidens, обитает также во Флориде.
Вид Pachodynerus erynnis является эндемиком США. Чаще всего встречается на юго-востоке страны. Основная часть ареала вида включает штаты Атлантического океана и побережья Мексиканского залива от Северной Каролины до Флориды и на запад до Луизианы. За пределами этого ареала вид встречался всего три раза: в Вашингтоне, в штате Массачусетс и в южной части Онтарио (Канада). Находку из Вашингтона считают интродукцией, а образец из Массачусетса был собран после урагана. Несмотря на то, что сбору экземпляра из Канады (Онтарио) не предшествовали сильные тропические штормы, его появление в этой провинции, вероятно, является случайным. К северу от основной части своего ареала этот вид встречается редко.

## Описание
Длина переднего крыла самок составляет 10,5—11,0 мм, переднего крыла самцов — около 9 мм. Взрослые осы имеют чёрную и тусклую ржаво-красную окраску, чередующуюся по всему телу. Такое общее сочетание цветов часто встречается у американских ос; однако Pachodynerus erynnis легко отличить от других аналогично окрашенных ос по полностью чёрной окраске головы за глазами (у других видов за глазами имеется красное пятно). Самцы ос имеют жёлтые отметины на некоторых участках головы. Наиболее отчётливой меткой на голове самца является жёлтый наличник — почти шестиугольная щитовидная пластинка на передней части лица насекомого. У самок наличник тускло-красный и чёрный, как и всё остальное тело. Назначение жёлтых отметин на голове самца осы неизвестно, но есть предположение, что они служат формой визуальной коммуникации. Кроме того, самцов Pachodynerus erynnis можно отличить от самок и других видов ос того же семейства (Vespidae), поскольку у них всего 10 сегментов жгутика усика вместо 11, характерных для самок и других видов ос.

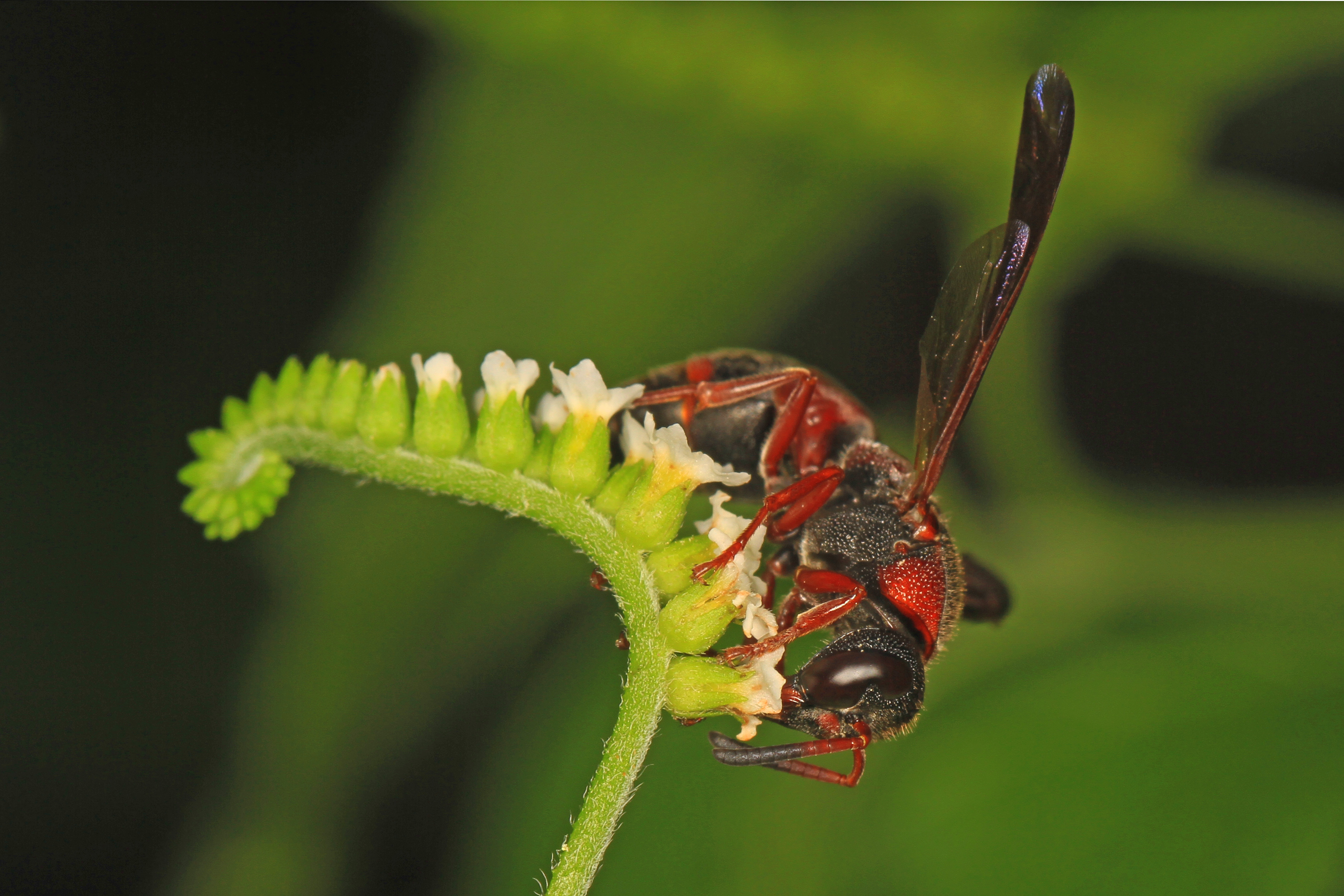
Фото осы из парка Dagny Johnson State Park, Флорида
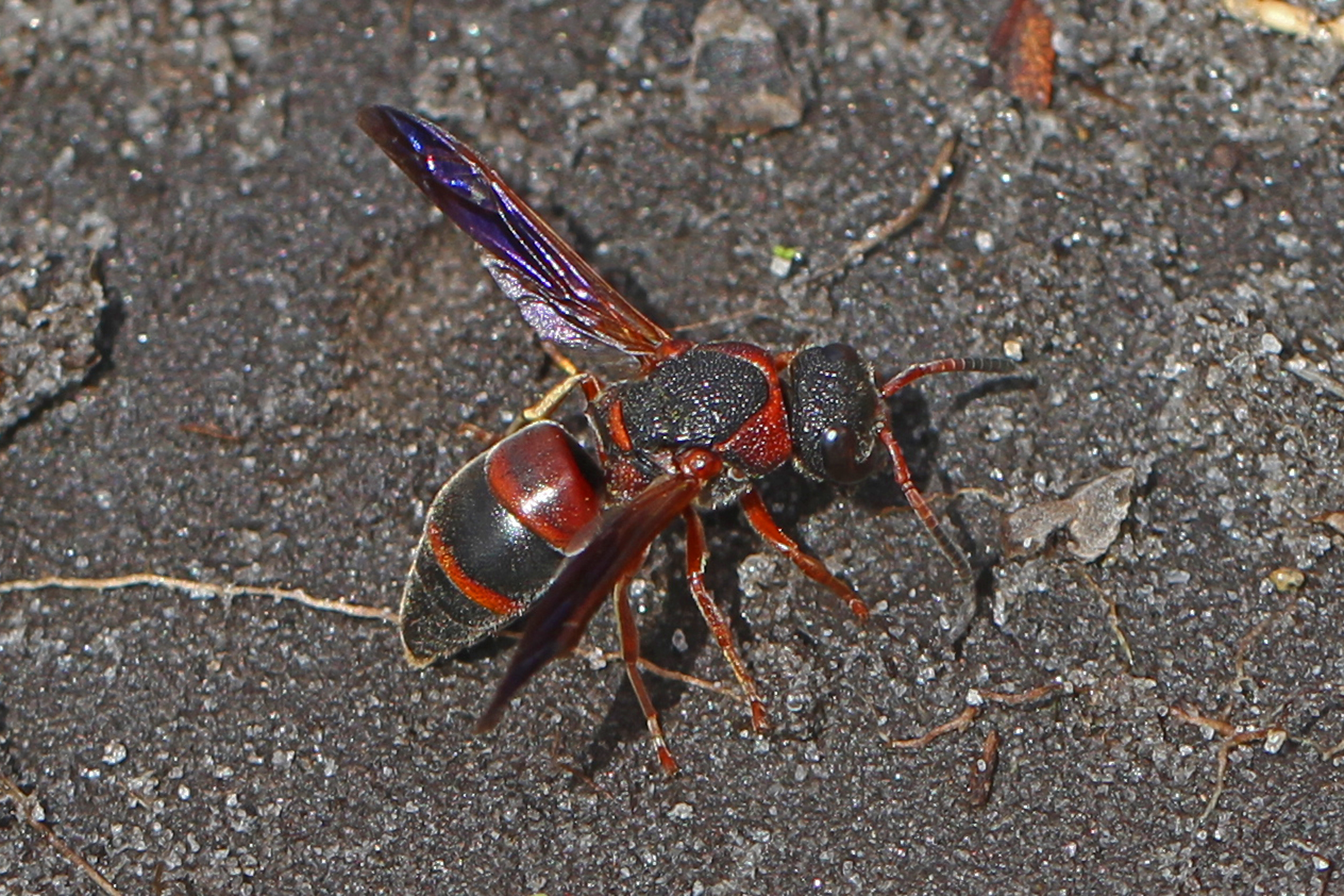
Оса на земле

### Яйца
Взрослая самка Pachodynerus erynnis откладывает одно яйцо в каждую ячейку своего гнезда. Яйцо подвешивается к потолку на тонком стебельке, обеспечивая надёжное место для развития яйца. Самка осы всегда откладывает женские яйца во внутреннюю часть гнезда, а мужские — ближе к выходу. Таким образом, самцы, у которых время развития несколько короче, могут покинуть гнездо раньше самок. Непосредственно перед откладкой каждого яйца самка может контролировать пол будущего потомства, решая, оплодотворять яйцо или нет. Оплодотворённые яйца развиваются в самок, а неоплодотворённые — в самцов. После того, как яйцо отложено, ячейка снабжается провизией, а затем закрывается, после чего самка начинает строить другую ячейку и откладывать следующее яйцо.

### Личинки
После выхода из яйца личинка Pachodynerus erynnis поедает гусениц, которые были парализованы и оставлены взрослой самкой в ячейке с провизией. В каждой ячейке может находиться от семи до десяти гусениц, причём мать обеспечивает личинку самки осы больше, чем личинку самца. После того, как питание завершено и личинка осы становится упитанной и почти круглой в поперечном сечении, она начинает окукливаться. Самцам личинок ос требуется около семи дней для начала окукливания после завершения питания, а самкам — от семи до десяти дней. За это время личинка осы приобретает сплюснутый и тусклый вид, выбрасывает все лишние отходы и начинает плести кокон.

### Куколки
Кокон, созданный из тонкого полупрозрачного шёлка, служит защитной оболочкой куколки Pachodynerus erynnis. Коконы самок несколько крупнее, чем самцов, их длина составляет от 12 до 17 мм (в среднем — 13,8 мм). Длина коконов самцов варьирует от 10 до 17 мм (в среднем — 11,7 мм). Продолжительность пребывания в коконе различна: самцы развиваются примерно 18—28 дней, самки — 19—33 дня.

### Имаго
После окукливания и выхода из кокона взрослая особь Pachodynerus erynnis ждёт день или два, пока её мягкий экзоскелет затвердеет, а затем выходит из гнезда. Особи, находящиеся в самых внешних ячейках, завершают развитие и выходят из гнезда раньше, чем особи, находящиеся в самых внутренних ячейках. Длина тела взрослой особи колеблется от 7 до 14 мм. Взрослая оса выбирает направление выхода из гнезда по кривизне и текстуре перегородки, прогрызая более шероховатую, выпуклую сторону. После выхода из гнезда самка осы спаривается, а затем приступает к охоте и строительству гнезда. Pachodynerus erynnis имеет несколько выводков и активна круглый год, за исключением одного-трёх самых холодных зимних месяцев, когда оса перезимовывает (впадает в спячку) до наступления более тёплой погоды.

## Питание

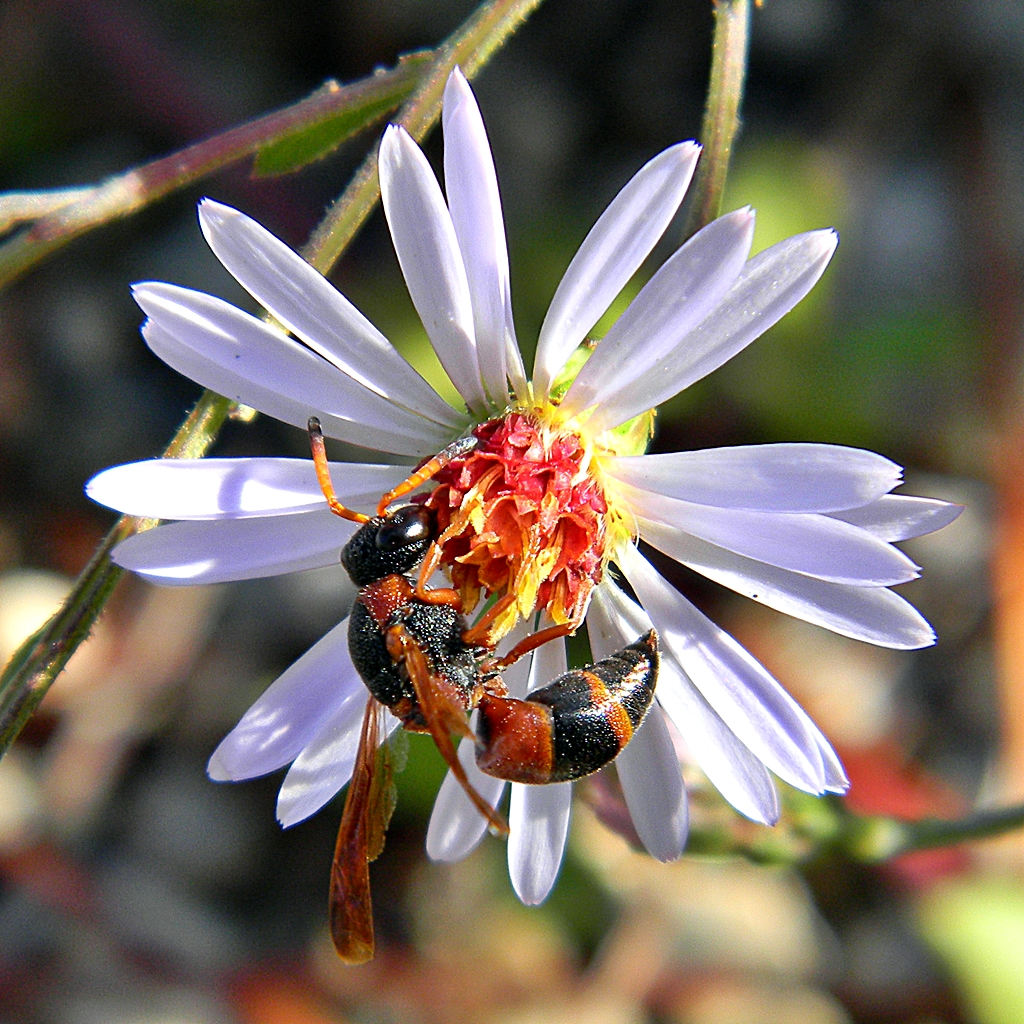
Оса на астре кустарниковой

В дневное время самки Pachodynerus erynnis выслеживают и захватывают живых гусениц (личинок бабочек) и переносят их в гнездо. Пойманная добыча парализуется жалом и переносится в ячейки гнезда, чтобы обеспечить пищей личинок осы после их вылупления. Эта оса была замечена в нападении на несколько видов гусениц по крайней мере из семи семейств гусениц отряда чешуекрылые (Lepidoptera). Обнаруженные виды гусениц включают виды из семейств: эребиды (Erebidae), огнёвки-травянки (Crambidae), ширококрылые моли (Oecophoridae из подсемейства Amphisbatinae), злаковые моли-минёры (Elachistidae), чехлоноски (Coleophoridae), совки (Noctuidae) и листовёртки (Tortricidae). Упомянутые семейства бабочек включают несколько экономически важных вредителей, таких как листовёртки Epiphyas postvittana, Rhyacionia frustrana, Gretchena bolliana и Ancylis comptana, европейский кукурузная огнёвка (Ostrinia nubilalis), травяная огнёвка Diaphania nitidalis, огнёвка Pococera robustella, кукурузная совка Spodoptera frugiperda, совка Helicoverpa zea, капустная совка Trichoplusia ni, совка-ипсилон (Agrotis ipsilon). Взрослые особи не только обеспечивают своих личинок большим количеством гусениц, но и сами добывают себе пищу. В течение дня взрослые особи посещают цветки самых разных растений, питаясь пыльцой и нектаром.

## Гнёзда
Гнёзда строят в мёртвой древесине и галлах. Pachodynerus erynnis, как и другие виды рода Pachodynerus, являются одиночными осами. Это означает, что в отличие от других общественных ос (например, бумажных ос) или социальных пчёл, самки Pachodynerus откладывают яйца в индивидуальные гнёзда, за которыми не ухаживают другие особи. Прежде чем отложить яйца, самка осы должна найти или построить подходящее гнездо. Эта оса использует незаселённые гнёзда других ос. Например, во Флориде предпочитаемыми местами гнездования являются старые гнёзда интродуцированной неотропической осы Zeta argillaceum. Известно также, что оса Pachodynerus erynnis устраивает гнёзда в искусственных сооружениях вокруг домов или зданий, включая замочные скважины и полости в деревянных заборах. Гнездо представляет собой относительно прямую, узкую трубку длиной от 1,27 см до 12,7 см.
Типичная структура гнезда начинается с создания внутренней пробки в самой дальней глубокой точке полости, состоящей из агрегированных частиц песка и гравия. В эту ячейку она откладывает одно яйцо, а затем обеспечивает ячейку, помещая в неё парализованных гусениц, чтобы личинка осы могла их съесть. Затем она делает ещё одну пробку, опять же из агрегированных частиц песка и гравия, чтобы закрыть ячейку и защитить развивающуюся внутри личинку. Оса будет повторять процесс строительства ячейки до тех пор, пока не достигнет конца полости. Физическая структура песчаных пробок служит ещё одной важной целью для развивающегося насекомого. Сторона пробки, обозначающая направление выхода, всегда выпуклая и шероховатая, а сторона, обозначающая направление внутрь гнезда, всегда гладкая и вогнутая — такая форма получается в результате того, что оса-мать разглаживает пробку своей округлой головой. Эти структурные и текстурные различия служат рудиментарным компасом для выходящих из гнезда имаго после развития, так как недавно развившиеся осы знают, что нужно грызть шершавую сторону.
Вид Pachodynerus erynnis известен тем, что вместо того, чтобы строить только провизионные ячейки и перегородки, он иногда строит интеркалярную ячейку, которая представляет собой пустую ячейку, встроенную между провизионными ячейками в случайном порядке. Биологическая причина этого неизвестна. Гнездо может содержать от одной до восьми ячеек с провизией, но обычно в среднем четыре. Последняя, самая наружная ячейка в гнезде называется вестибулярной, она остаётся пустой. Наконец, оса закрывает вход в гнездо последней пробкой из агрегированного песка, который достаточно прочен и плотен, чтобы не допустить проникновения в гнездо паразитоидов и других организмов.

## Значение
Экономическая ценность Pachodynerus erynnis не была оценена количественно и определить её очень сложно из-за его неуловимого одиночного образа жизни и присутствия в различных типах местообитаний. Однако, эта оса охотится на гусениц и поэтому может играть определённую роль в борьбе с вредителями и снизить численность вредных насекомых в различных растительных системах. Например, Pachodynerus erynnis был самым многочисленным колонизатором гнездовий опылителей, размещённых в цветущих биотопах на полях для гольфа в северо-центральной части Флориды, где наблюдалось 50-процентное увеличение частоты охоты ос на кукурузную совку Spodoptera frugiperda. Увеличение численности осы на полях для гольфа и в других уязвимых растительных системах может привести к усилению биологического контроля вредителей растений, что позволит сократить использование пестицидов и, как следствие, ущерб растениям.
Благодаря своему кормовому поведению это насекомое является отличным кандидатом для проведения природоохранных мероприятий по биологическому контролю с целью увеличения его численности и связанной с этим борьбы с близлежащими вредителями. Наиболее эффективным способом привлечения ос является обеспечение гнездовой среды обитания и пищевых ресурсов. В качестве источников нектара и пыльцы оса использует цветущие растения, такие как пальма сереноя ползучая (Serenoa repens) и луговые травы. В одном из исследований, проведённых в 2017 году в северной и центральной частях Флориды, было показано, что посадка смесей из пяти и девяти видов местных луговых трав увеличивает численность ос и повышает биологический контроль над гусеницами совки Spodoptera frugiperda. Предоставление растений, производящих пыльцу, в качестве источника пищи для взрослой осы может способствовать распространению этого вида и других полезных насекомых в близлежащих местообитаниях.